# Nautischer Offizier
Ein Nautischer Offizier (NWO), auch Nautischer Wachoffizier oder Nautiker, (englisch Deck Officer) ist ein leitender Seemann in der Handelsschifffahrt. Gemäß dem Schiffsbesatzungszeugnis (englisch Minimum Safe Manning Certificate) ist je nach Schiffsgröße neben dem verantwortlichen Schiffsführer oder Kapitän und dem Ersten Offizier, ein weiterer (Zweiter, Dritter usw.) NWO vorgeschrieben. Bei größeren Schiffen sind neben den Nautischen Offizieren auch Technische Offiziere an Bord, wie der Leitende Ingenieur bzw. der Leitende Technische Offizier. Voraussetzung zum Nautiker ist eine Ausbildung in Nautik.

## Aufgaben
- Navigationswachdienst auf der Brücke im Rahmen der Wache
- Organisations-, Planungs- und Ausbildungsaufgaben an Bord
- Personalchef für den Decks-, Küchen- und Bedienungsbereich
- Instandhaltung des Schiffes
- Be- und Entladung besonderer Güter, z. B. Laderaumaufteilung, Ladezeitplanung und Staufolge
- Überwachung der Sicherheitseinrichtungen, wie Rettungsboote oder Feuerschutzvorrichtungen, Ausbildung der Rettungsbootmannschaften sowie des Schiffshospitals
- Administration

## Ausbildung
Die Seeleute-Befähigungsverordnung (See-BV) regelt die Ausbildung zum Nautischen Wachoffizier. Sie schreibt den erfolgreichen Abschluss einer Ausbildung an einer Seefahrtschule bzw. ein abgeschlossenes Fachhochschulstudium der Nautik/Seeverkehr bzw. des Schiffsbetriebs und ein Mindestalter von 18 Jahren vor. Mit dieser Ausbildung können Aufgaben des nautischen Dienstes auf allen Kauffahrteischiffen, außer Fischereifahrzeugen, in allen Fahrtgebieten ausgeübt werden. Nach 12 Monaten Seefahrtszeit als Nautischer Wachoffizier kann das Befähigungszeugnis „Erster Offizier“ erworben werden. Nach weiteren, mindestens 24 Monaten als Nautischer Wachoffizier, bzw. nach mindestens 12 Monaten als Erster Offizier ist der Erwerb des Zeugnisses über die Befähigung als Kapitän möglich.
Nacheinander ist es möglich, die Ausbildung zu den technischen und nautischen Befähigungszeugnissen zu kombinieren. Das in beiden Bereichen gleichermaßen qualifizierte Besatzungsmitglied kann dann als Schiffsbetriebsoffizier im Gesamtschiffsbetrieb eingesetzt werden.

## Berufsaussichten
Auch wenn in dem Bereich immer mehr Offiziere aus Niedriglohnländern eingesetzt werden, sehen die Aussichten für Berufseinsteiger gut aus. Neben dem Einsatz auf Containerschiffen oder Tankern verrichten viele deutsche Schiffsoffiziere ihren Dienst auf Kreuzfahrtschiffen. Nach dem Erreichen des Kapitänspatentes suchen sich allerdings viele Nautische Offiziere eine Beschäftigung an Land, zum Beispiel als Lotse oder Mitarbeiter bei den Verkehrszentralen der Wasserstraßen- und Schifffahrtsverwaltung des Bundes.